# Takumi-kun series
Takumi-kun series (jap. タクミくんシリーズ Takumi-kun shirīzu; ang. Takumi-kun series) – seria książek light novel z gatunku shōnen-ai autorstwa Shinobu Gotō, wydawana przez wydawnictwo Kadokawa Shoten. Pierwsze wydanie pojawiło się 23 kwietnia 1992, a ostatnie w 2011 roku zamykając serię w 26 tomach, w tym 2 specjalnych.
W grudniu 2010 roku ogłoszono, że cała seria sprzedała się w nakładzie 400 milionów kopii. Seria doczekała się swoich adaptacji w postaci dram CD, mangi oraz 5 filmów live-action.

## Fabuła
Uczeń drugiego roku prywatnego liceum ukrytego w górach, Hayama Takumi jest wyjątkowo nieśmiałym chłopakiem, który z powodu traumatycznego wydarzenia z dzieciństwa cierpi na lęk przed ludźmi. Takumi'emu zostaje przydzielony do pokoju przystojny współlokator – Gii, który się w nim podkochuje. W miarę upływu czasu, oraz wielu wydarzeń opisanych na łamach powieści, dystans między Takumim i Gii zmniejsza się, przez co Takumi staje się coraz mniej aspołeczny.

## Bohaterowie
- Takumi Hayama – główny bohater, bardzo nieśmiała postać, która z powodu urazu psychicznego nabytego w dzieciństwie, stroni od kontaktów z rówieśnikami.
- Giichi "Gii" Saki – główny bohater, przystojny i bogaty współlokator Takumiego, który jest w nim zakochany. Po trudnym starcie, między tymi dwoma rodzi się uczucie dające podłoże pięknej miłosnej historii.
- Shouzou "Shozo" Akaike – najlepszy przyjaciel Gii.
- Kanemitsu Shingyoji – bardzo ekspresywna postać, jest zakochany w członku rady uczniowskiej – Aracie.
- Misu Arata – Inny przystojny uczeń liceum, który bardzo nielubi Gii, za to potrafi dogadać się z Takumim. Nie lubi mówić o sobie, jest sarkastyczny, mimo to bardzo poważnie traktuje swoje obowiązki w radzie uczniowskiej.

## Light novel
| Numer tomu | Tytuł japoński                                                                                               | Publikacja        |
| ---------- | --- | ----------------- |
| 1          | Takumi-kun shirīzu – Soshite shunpū ni sasayai te (jap. タクミくんシリーズ そして春風にささやいて)           | 23 kwietnia 1992  |
| 2          | Takumi-kun shirīzu – Karifurawā dorīmu (jap. タクミくんシリーズ カリフラワードリーム)                        | 1 sierpnia 1992   |
| 3          | Takumi-kun shirīzu – Kanon (jap. タクミくんシリーズ CANON－カノン－)                                         | 1 grudnia 1992    |
| 4          | Takumi-kun shirīzu – Farewell (jap. タクミくんシリーズ FAREWELL－フェアウェル－)                             | 29 stycznia 1993  |
| 5          | Takumi-kun shirīzu – Niji shoku no garasu (jap. タクミくんシリーズ 虹色の硝子)                               | 30 listopada 1993 |
| 6          | Takumi-kun shirīzu – Koibumi (jap. タクミくんシリーズ 恋文)                                                  | 31 marca 1994     |
| 7          | Takumi-kun shirīzu – Tōrisugita kisetsu (jap. タクミくんシリーズ 通り過ぎた季節)                             | 29 listopada 1994 |
| 8          | Takumi-kun shirīzu – Ōpuningu wa hanayaka ni (jap. タクミくんシリーズ オープニングは華やかに)                | 29 czerwca 1995   |
| 9          | Takumi-kun shirīzu – Sincerely... (jap. タクミくんシリーズ Sincerely・・・)                                  | 28 listopada 1995 |
| 10         | Takumi-kun shirīzu – Barentain rapusodi (jap. タクミくんシリーズ バレンタインラプソディ)                     | 26 listopada 1996 |
| 11         | Takumi-kun shirīzu – Bibō no diteiru (jap. タクミくんシリーズ 美貌のディテイル)                              | 28 listopada 1997 |
| 12         | Takumi-kun shirīzu – Midori no yubisaki (jap. タクミくんシリーズ 緑のゆびさき)                               | 25 grudnia 1998   |
| 13         | Takumi-kun shirīzu – Hana chiru yoru ni kimi o omoeba (jap. タクミくんシリーズ 花散る夜にきみを想えば)       | 28 grudnia 1999   |
| 14         | Takumi-kun shirīzu – Kare to tsuki to no kyori (jap. タクミくんシリーズ 彼と月との距離)                      | 25 grudnia 2000   |
| 15         | Takumi-kun shirīzu – Pure (jap. タクミくんシリーズ Pure－ピュア－)                                           | 29 listopada 2001 |
| 16         | Takumi-kun shirīzu – Fearīteiru otogibanashi (jap. タクミくんシリーズ フェアリーテイル おとぎ話)             | 30 listopada 2002 |
| 17         | Takumi-kun shirīzu – Natsu no zanzō (jap. タクミくんシリーズ 夏の残像)                                       | 1 maja 2004       |
| 18         | Takumi-kun shirīzu – Kakusare ta niwa ― Natsu no zanzō 2― (jap. タクミくんシリーズ 隠された庭 ―夏の残像・2―) | 1 grudnia 2004    |
| 19         | Takumi-kun shirīzu – Bara no shita de ― Natsu no zanzō 3― (jap. タクミくんシリーズ 薔薇の下で ―夏の残像・3―) | 1 grudnia 2006    |
| 20         | Takumi-kun shirīzu – koi no kakera ― Natsu no zanzō 4― (jap. タクミくんシリーズ 恋のカケラ ―夏の残像・4―)    | 1 grudnia 2007    |
| 21         | Takumi-kun shirīzu – Purorōgu (jap. タクミくんシリーズ プロローグ)                                           | 1 maja 2008       |
| 22         | Takumi-kun shirīzu – Yūwaku (jap. タクミくんシリーズ 誘惑)                                                   | 1 grudnia 2008    |
| 23         | Takumi-kun shirīzu – Dareka ga kare ni koishiteru (jap. タクミくんシリーズ 誰かが彼に恋してる)               | 1 grudnia 2009    |
| 24         | Takumi-kun shirīzu – Akatsuki o matsu made (jap. タクミくんシリーズ 暁を待つまで)                            | 1 maja 2010       |
| 25         | Takumi-kun shirīzu – Risuku (jap. タクミくんシリーズ リスク)                                                 | 1 września 2010   |
| 26         | Takumi-kun shirīzu – Kaze to hikari to tsuki to inu (jap. タクミくんシリーズ 風と光と月と犬)                 | 31 sierpnia 2011  |

### Wydania specjalne
| Numer tomu | Tytuł japoński | Publikacja        |
| ---------- | --- | ----------------- |
| 1          | Takumi-kun shirīzu – Hatsu no kakioroshi Tanko hon! Fan Taibo no Hiwy ga Mansai! (jap. タクミくんシリーズ初の書き下ろし単行本!ファン待望の秘話が満載!) | 31 sierpnia 2006  |
| 2          | Takumi-kun shirīzu – Irasutoando fan bukku 15th Premium Album (jap. タクミくんシリーズ イラスト＆ファンブック 15th Premium Album)                      | 29 listopada 2007 |

## Manga
Manga była wydawana przez wydawnictwo Kadokawa Shoten w okresie od 28 sierpnia 1998 (pierwszy tom) do 29 listopada 2007 (ostatni tom). Pierwszy tom został zaprojektowany przez Billy'ego Takahashi, a następne tomy przez Ōya Kazumiego.
| Numer tomu | Tytuł japoński | Publikacja        | Źródło |
| ---------- | --- | ----------------- | ------ |
| 1          | Soshite harukaze ni sasayaite: Takumi-kun shirīzu (jap. そして春風にささやいて タクミくんシリーズ)                       | 28 sierpnia 1998  | [ 28 ] |
| 2          | Takumi-kun shirīzu: June Pride 〜 6 tsuki no jisonshin 〜 (jap. タクミくんシリーズ Ｊｕｎｅ Ｐｒｉｄｅ ～６月の自尊心～) | 30 stycznia 2001  | [ 29 ] |
| 3          | Takumi-kun shirīzu: Hadashi no warutsu (jap. タクミくんシリーズ 裸足のワルツ)                                            | 30 stycznia 2002  | [ 30 ] |
| 4          | Takumi-kun shirīzu: Kisetsuhazure no kaidan (jap. タクミくんシリーズ 季節はずれのカイダン)                               | 27 listopada 2003 | [ 31 ] |
| 5          | Takumi-kun shirīzu: Bibō no diteiru (jap. タクミくんシリーズ 美貌のディテイル)                                           | 29 listopada 2004 | [ 32 ] |
| 6          | Takumi-kun shirīzu: Jealousy (jap. タクミくんシリーズ ｊｅａｌｏｕｓｙ)                                                  | 29 listopada 2005 | [ 33 ] |
| 7          | Takumi-kun shirīzu: Hana chiru yoru ni kimi o omoeba (jap. タクミくんシリーズ 花散る夜にきみを想えば)                    | 28 listopada 2006 | [ 34 ] |
| 8          | Takumi-kun shirīzu: Pure (jap. タクミくんシリーズ Ｐｕｒｅ)                                                              | 29 listopada 2007 | [ 35 ] |
| 9          | Takumi-kun shirīzu: Pure 2 (jap. タクミくんシリーズ Ｐｕｒｅ ２)                                                         | 28 listopada 2008 | [ 36 ] |

## Filmy
Na podstawie serii light novel powstało 5 filmów live action. Filmy od drugiego do piątego różnią się od pierwszego obsadą.
- Takumi-kun series - Soshite haruzake ni sasayaite (2007)
- Takumi-kun series 2 - Niji iro no garasu (2009)
- Takumi-kun series 3 - Bidō no detail (2010)
- Takumi-kun series 4 - Pure (2010)
- Takumi-kun series 5 - Ano, hareta aozora (2011)